# Na plnej plyn
Na plnej plyn (v anglickém originále Maximum Homerdrive) je 17. díl 10. řady (celkem 220.) amerického animovaného seriálu Simpsonovi. Scénář napsal John Swartzwelder a díl režíroval Swinton O. Scott III. V USA měl premiéru dne 28. března 1999 na stanici Fox Broadcasting Company a v Česku byl poprvé vysílán 20. února 2001 na stanici ČT1.

## Děj
Simpsonovi jdou na večeři do nového steakhousu, proti jehož existenci Líza protestuje. Homer přijme výzvu od řidiče kamionu Reda Barclaye, aby zjistil, kdo první dojí celý osmikilový steak. Red výzvu vyhraje, ale vzápětí umírá na otravu hovězím masem, kterou diagnostikuje doktor Dlaha. Homer se rozhodne dopravit Redovu poslední dodávku do cíle a vezme s sebou Barta. 
Během cesty Homer usne za volantem kvůli kombinaci prášků na povzbuzení a na spaní, které si koupil v obchodě se smíšeným zbožím. Když se probudí, zjistí, že náklaďák se díky palubnímu automatickému systému řízení bezpečně dovezl k čerpací stanici. Ostatní řidiči kamionů na stanici mají tento systém také nainstalovaný a varují Homera, aby jeho existenci neprozradil, protože by všechny řidiče kamionů připravil o práci. Homer však o zařízení řekne autobusu plnému lidí a přivolá na sebe hněv davu řidičů kamionů. Přestože se systém z Homerova náklaďáku sám vysune, podaří se mu s Bartem před davem utéct a doručit zásilku – artyčoky a migrující dělníky – do Atlanty včas. Poté se dobrovolně přihlásí, že odvezou vlak s napalmem do Springfieldu, aby se mohli dostat domů. Ostatní řidiči náklaďáků krátce zvažují, že se při řízení spolehnou na vlastní schopnosti, ale místo toho se rozhodnou vymyslet jiný plán, jak vydělat peníze. 
Mezitím se ve Springfieldu Marge rozhodne pro vlastní dobrodružství a vezme Lízu na výlet, aby koupila nový zvonek do domu. Vyberou takový, jenž hraje úryvek písně „(They Long to Be) Close to You“, a nainstalují ho, ale Marge je zděšená, když nikdo nepřijde zazvonit. Líza ztratí trpělivost a zazvoní na zvonek sama, jenže zvonek přestane fungovat a začne hrát melodii pořád dokola. Když Marge vytáhne jeden z drátů ve snaze vypnout ho, hraje místo toho rychleji a hlasitěji a ruší sousedy. Nakonec se objeví maskot obchodu se zvonky, Seňor Ding-Dong, a jedním prásknutím bičem zvonek umlčí; když se však pokusí odjet, jeho auto nenastartuje.

## Produkce
Díl Na plnej plyn (v originálním znění Maximum Homerdrive, původně Homer the Trucker) napsal scenárista John Swartzwelder a režíroval režisér Swinton O. Scott III. Původně byl vysílán na stanici Fox ve Spojených státech 28. března 1999. Soutěž v pojídání masa, jež je vidět na začátku epizody, vymyslel podle scenáristy a vedoucího producenta Matta Selmana scenárista Simpsonových Donick Cary během rozdělování příběhu. Při přepisování epizody se scenáristé rozdělili na dvě skupiny, takže jedna skupina psala příběh A, zatímco druhá příběh B. Po druhém dějství se scenáristé „zasekli“, jak vzpomínal vedoucí producent a bývalý showrunner Mike Scully v komentáři k epizodě na DVD. Nakonec scenárista a spoluvedoucí producent George Meyer přišel s nápadem, že by řidiči kamionů měli „tajné zařízení, které by vlastně řídilo všechno za ně“, nazvané Navitron Autodrive System.
V 10. sérii byly vymazány scény, v nichž Homer zapne rádio a poslouchá píseň o řidiči kamionu, který havaroval na silnici I-95, a ještě jedna, v níž se někteří z řidičů kamionů snaží srovnat Homerův kamion se zemí. Aby mohl Scott animovat Barclayho kamion v této epizodě, koupil si model kamionu, podle kterého také vytvořil design Barclayho kamionu. Podle konzultanta storyboardu Mikea B. Andersona bylo animování náklaďáků v této epizodě velmi obtížné, protože animátoři Simpsonových v té době stále pracovali s tradiční celovečerní animací a neměli přístup k počítačovým nástrojům. Ve scéně Jatka je zobrazeno, jak zaměstnanec zabíjí několik krav pistolí se šroubem, smrt krav však není zobrazena. Původně chtěli scenáristé ukázat zabití krav. Když však Scott viděl scénu ve storyboardech, štáb Simpsonových se raději rozhodl, že smrt bude „nepřímá“. Během soutěže v pojídání masa se Homer vyčerpá a uvidí dvě krávy držící sklenici vína, které se objeví jako „vlnící se“ postavy. Aby animátoři dosáhli tohoto efektu, položili na celky sklenici s „vlnící se“ vodou a při natáčení scény s ní pohybovali. Po soutěži Barclay umírá na „otravu hovězím masem“. Cenzoři společnosti Fox byli nespokojeni se zařazením jakékoliv zmínky o „otravě hovězím masem“ do epizody, protože moderátorka talk show Oprah Winfreyová byla předtím zažalována „některými texaskými rančery“ za hanobení hovězího průmyslu. V jedné scéně epizody si Homer koupí sklenici pilulek Stimu-Crank, aby zůstal během noční jízdy ve střehu. Ke zděšení prodavače spolyká všechny pilulky najednou. Homer odpoví: „Jenom klid, vyrovnám to práškama na spaní.“. A pokračuje v polykání celé sklenice prášků na spaní. Podle Scullyho měli cenzoři s touto scénou „velké problémy“, ale přesto byla zařazena.
Když Homer zapne rádio v náklaďáku, zazní píseň „Wannabe“ od Spice Girls, původně měla zaznít „truckerská píseň“ o „strašlivé havárii na staré 95“. Píseň byla odkazem na „vrak staré 97“, slavnou lokomotivu, která havarovala v roce 1903 a inspirovala stejnojmennou country baladu. Zpíval ji člen hlavního štábu Dan Castellaneta a obsahovala zmínky o „seškrabávání krve a vnitřností ze silnice“, nicméně nakonec byla vypuštěna, protože ji štáb považoval za příliš hrůznou. Píseň byla později zařazena jako vymazaná scéna na DVD The Simpsons – The Complete Tenth Season box set. Při večeři v Joeově bistru je z jukeboxu slyšet hrát „12 Bar Blues“ od NRBQ (kapela, kterou měl rád Mike Scully). Podle producenta Iana Maxtone-Grahama má melodie zvonku v epizodě „se Simpsonovými historii“, protože je to také svatební píseň Homera a Marge. V dílu se poprvé objevuje Seňor Ding-Dong, který je v seriálu opakující se postavou. Ztvárňuje ho Castellaneta, který je hlasem mnoha postav. Reda Barclaye, řidiče kamionu, který v jatkách umírá na „otravu hovězím“, ztvárnil stálý člen hereckého obsazení Hank Azaria, který v seriálu namluvil mnoho postav. Barclayho hlas je mírně založen na hlase amerického herce Garyho Buseyho. Dva svědky Jehovovy ztvárnili Pamela Haydenová a Karl Wiedergott.

## Témata a kulturní odkazy
V knize Voyages of Discovery: A Manly Adventure in the Lands Down Under Ken Ewell popsal Na plnej plyn jako „krásný příklad nedostatku cestovatelského umu chudého muže“. Napsal: „Homerova obvyklá neschopnost zpočátku znamená pro dvojici katastrofu, alespoň do chvíle, než se dozví o systému automatického pohonu náklaďáku. A přestože slíbí, že zařízení udrží v tajnosti, Homer nedokáže držet jazyk za zuby, a tak potupně odhalí světu své nemužné chování týkající se kamionů.“.
Na obtisku na Homerově náklaďáku je nápis Red Rascal s obrázkem vlka a zrzavou pin-up girl na boku, což je možný odkaz na kreslený film Red Hot Riding Hood od Texe Averyho z roku 1943. Ve steakové restauraci je vedle Barclayho fotografie vidět fotka herce a komika Tonyho Randalla. Na Homerově pohlednici s nápisem „Kéž bys byl ona“ je obrázek americké modelky Bettie Pageové. Ve scéně, kdy Homer najede Barclayho náklaďákem do kolony, říká Navitron Autodrive System: „Obávám se, že tě to nemůžu nechat udělat, Rede, je to příliš riskantní.“. Tato hláška, stejně jako hláška Navitron Autodrive Systemu, je odkazem na HAL 9000, antagonistu ve sci-fi filmu 2001: Vesmírná odysea z roku 1968. Epizoda také odkazuje na mediálního magnáta Teda Turnera, a to nápisem „Atlanta: domov výkyvů nálad Teda Turnera“. Anglický název epizody odkazuje na nechvalně známý film Stephena Kinga Vzpoura strojů z roku 1986, který byl jednou z prvních titulovaných rolí členky Simpsonových Yeardley Smithové na plátně. Výzva o 16 librových steaků je poctou výzvě o 72 uncí steaku v restauraci The Big Texan Steak Ranch, ve které mají soutěžící 1 hodinu na to, aby snědli 72 uncí steaku a celé jídlo. Pokud neuspějí, musí zaplatit 72 dolarů.

## Přijetí
V původním americkém vysílání 28. března 1999 získal díl podle agentury Nielsen Media Research rating 9,4 %/15 %, což znamená, že jej v době vysílání vidělo 9,4 % populace a 15 % lidí sledujících televizi. Mezi dospělými ve věku 18 až 49 let epizoda získala rating 7,8/20 procent podílu, což je nejsilnější hodnocení, které Simpsonovi v této demografické skupině měli od dílu Bart se nevzdává, která byla odvysílána 17. ledna téhož roku. Tom Bierbaum z Variety připsal zvýšení sledovanosti premiéře Futuramy, která se vysílala po dílu Simpsonových Na plnej plyn, a napsal, že „nedělní předpremiéra Futuramy dodala ten večer energii celé sestavě Foxu“. 7. srpna 2007 byl díl vydán jako součást DVD boxu The Simpsons – The Complete Tenth Season. Matt Groening, Mike Scully, George Meyer, Ian Maxtone-Graham, Ron Hauge, Matt Selman, Swinton O. Scott III a Mike B. Anderson se podíleli na audiokomentáři epizody na DVD.
Po vydání na DVD se epizoda dočkala smíšených hodnocení od kritiků. James Plath z DVD Town ji označil za „zábavnou“ a Brian Tallerico z UGO Networks ji považoval za jednu z nejlepších epizod řady a popsal ji jako díl s „úžasnou road komedií“. Warren Martyn a Adrian Wood, autoři knihy I Can't Believe It's a Bigger and Better Updated Unofficial Simpsons Guide, epizodu také kladně ohodnotili, když napsali: „Život řidiče kamionu, jak jej zpopularizoval C. W. McCall v hitu ‚Convoy‘ z roku 1976, zde ožívá v celé své kráse. Pro jednou je Homer v právu a vy si nemůžete pomoct, ale musíte mu fandit, když se kamioňákům okázale nedaří zabránit tomu, aby se dostal do Atlanty.“. Na závěr napsali: „Pěkný, sbližující příběh Homera a Barta, který je diametrálně odlišný od toho, v němž vystupují Marge a Líza.“. Na druhou stranu Colin Jacobson z DVD Movie Guide, který epizodu hodnotil smíšeněji, napsal: „Když nic jiného, ‚Homerdrive‘ se ubírá nečekanými cestami. Soutěž v pojídání vede k dlouhé jízdě kamionem, která vede k onomu ‚šokujícímu tajemství‘. To vše znamená, že se seriál dokáže stát docela nepředvídatelným.“. Nicméně tvrdil, že epizoda je vtipná jen „sporadicky“ a že „v tomto oddělení nikdy nevyniká – alespoň ne z hlediska příběhu kamioňáka“. Více se mu líbil béčkový příběh epizody, a to kvůli jeho „absurditě“, nicméně kritizoval zařazení Gila do epizody a označil tuto postavu za „stále více nadužívanou“. Jake McNeill z Digital Entertainment News epizodu také hodnotil smíšeně a napsal, že „by to možná byla docela slušná epizoda, nebýt toho, že něco podobného bylo provedeno (a lépe) v Tatíku Hillovi a spol.“.